# Mukhtar Robow
Xeque Mukhtar Robow (somali:  Mukhtaar Rooboow, em árabe: مختار روبوو), também conhecido como Abu Mansur, foi o vice-líder e o ex-porta-voz do grupo militante somali Al-Shabaab.

## Infância
Robow nasceu na capital da região de Bakool, Xuddur, no sul da Somália, no dia 10 de outubro de 1969. Estudou numa escola corânica, e depois continuou sua educação religiosa nas mesquitas de Mogadíscio, assim como nas de sua região natal. É membro do clã Rahanweyn e mais especificamente do clã Leysan, que é particularmente bem representado no Estado do Sudoeste da Somália. Robow também estudou a lei islâmica na década de 1990 na Universidade de Cartum, no Sudão.

## Conselho Supremo das Cortes Islâmicas e Al-Shabaab
Posteriormente, Robow retornou a Mogadíscio e trabalhou para a fundação saudita Al-Haramain, que mais tarde foi acusada pelos Estados Unidos de ter ligações com terroristas do Estado Islâmico. Robow então instruiu o ensino islâmico aos órfãos que a fundação tomava conta.
Mais tarde, Robow atuou como vice-comandante do Conselho Supremo das Cortes Islâmicas (chamava-se anteriormente União dos Tribunais Islâmicos (UTI)), que comandava grande parte do sul da Somália. Considerado um linha-dura e islâmico radical que lutou com o Talibã no Afeganistão no começo dos anos 2000, Robow foi posto na lista negra pelos Estados Unidos como líder terrorista.
Robow apareceu em vídeos com o falecido militante norte-americano Abu Mansoor Al-Amriki.
Robow e outros principais membros do Al-Shabaab desafiaram a liderança de Ahmed Abdi Godane (Moktar Ali Zubeyr) em Barawe, em junho de 2013. Godane matou dois dos principais membros, e Robow fugiu para seu distrito natal. As tropas de Godane lançaram uma ofensiva contra os partidários de Robow, em agosto de 2013.
O Departamento de Estado informou que autorizou uma recompensa oferecida pelo Departamento de Justiça de até cinco milhões de dólares pela localização de cada um dos membros do Al-Shabaab, onde Robow se encontrava como integrante.
Em 13 de agosto de 2017, ele se rendeu às autoridades do governo somali. Em uma coletiva de imprensa realizada em Mogadíscio pouco depois, ele denunciou Al-Shabaab e pediu aos seus membros que deixassem o grupo.